# جلیل اوکافور
جلیل اوکافور (انگلیسی: Jahlil Okafor؛ زادهٔ ۱۵ دسامبر ۱۹۹۵) یک بازیکن بسکتبال اهل ایالات متحده آمریکا است.
از باشگاه‌هایی که در آن بازی کرده‌است می‌توان به فیلادلفیا سونتی‌سیکسرز اشاره کرد. وی در مسابقات بین‌المللی در مجموع برندهٔ ۳ مدال طلا شده‌است.